# Vijay Keshav Gokhale

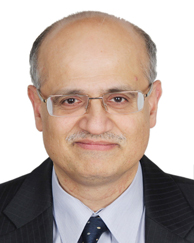
Vijay Keshav Gokhale, 2013

Vijay Keshav Gokhale (* 24. Januar 1959) ist ein indischer Diplomat.
1981 trat er in den Indian Foreign Service ein. Er ist mit Vandana Gokhale verheiratet und hat einen Sohn. Er war im diplomatischen Dienst in Hongkong, Hanoi, Peking und New York beschäftigt. Als Verbindungssekretär leitete er die Abteilung Ost-Asien und China im indischen Außenministerium. Von Januar 2010 bis Oktober 2013 war er Hochkommissar in Kuala Lumpur (Malaysia). Von 24. Oktober 2013 bis 18. November 2015 war er indischer Botschafter in Deutschland. Am 18. November 2015 wurde er zum Botschafter in Peking ernannt.